# Карой Немет
Карой Немет (угор. Németh Károly, *14 грудня 1922, Пака, медьє Зала — †12 березня 2008, Будапешт) — угорський політик, голова Президії Угорської Народної Республіки в 1987–1988.

## Біографія
Трудову діяльність розпочав робітником в харчовій промисловості. Член Угорської комуністичної партії з 1945. Після закінчення Вищої партшколи, з 1954 — секретар, перший секретар партійного осередку медьє Чонград (до 1959). З 1957 — член ЦК УСРП, в 1960-1965 — завідувач сільськогосподарським відділом ЦК УСРП, з 1966 — кандидат, а з листопада 1970-1989 — член Політбюро ЦК УСРП. У 1962-1965 і з березня 1974-1985 — секретар ЦК УСРП.
У червні 1965-1974 також був першим секретарем Будапештського міського комітету УСРП. Протягом 30 років, з 1958 по 1988 — депутат угорського парламенту, був членом Президії УНР.
28 березня 1985 в умовах складної економічної ситуації був висунутий на посаду заступника Генерального секретаря ЦК УСРП Яноша Кадара як прихильник лібералізації політичного курсу. 25 червня 1987 змінив Пала Лошонці на посаді голови Президії УНР, проте пробув на цій посаді трохи більше року, і 29 червня 1988 покинув свій пост.